# 16046 Gregnorman
16046 Gregnorman è un asteroide della fascia principale. Scoperto nel 1999, presenta un'orbita caratterizzata da un semiasse maggiore pari a 3,0562677 UA e da un'eccentricità di 0,1194962, inclinata di 12,32223° rispetto all'eclittica.